# دولار ترينيداد وتوباغو
دولار ترينيداد وتوباغو (بالإنجليزية: Trinidad and Tobago dollar)‏ (رمز أيزو 4217: TTD) هي العملة المستخدة في ترينيداد وتوباغو.